# هجوم بوركينا فاسو 2019
هجوم بوركينا فاسو 2019 هو هجوم حدث قبل منتصف الليل في 1 ديسمبر 2019، من قبل مجموعة من المهاجمين المسلحين. وقد هاجمت المجموعة قداس يوم الأحد في كنيسة بروتستانتية في هانتوكورا، شرقي بوركينا فاسو، وقُتل في الهجوم 14 شخصًا على الأقل، في حين أصيب 10 بجروح، ولم يتضح بعد هوية المهاجمين، وسبق أن شهدت بوركينا فاسو هجمات عدة من قبل متشددين على أماكن للعبادة.